# Газоліна
Gazolina Spółka Akcyjna (укр. Ґазоліна Спулка Акцийна) — компанія, що займалась видобутком, переробленням та реалізацією природного газу та гасу. Спілка працювала в межах 1920–1939 років у Бориславі та Львові.

## Історія
У 1912 році старостат Дрогобича затвердив проєкт будівництва першого газопроводу, що з'єднував копальню «Клавдіуш» з центром Борислава. Дозвіл надано  „Zakład Gazu Ziemnego. Inż. Marian Wieleżyński Sp. z o.o.”, який спочатку побудував газопровід довжиною сімсот метрів. Інший був побудований австрійською компанією "Erdgass" за 14 км від Тустановичів до нафтопереробного заводу в Дрогобичі.
У 1913 р. Маріан Вележинський та Владислав Шайнок заснували спілку "Gaz Ziemny Sp. z o.o. ", яка внесла капітал у вже існуючу компанію  "Zakład Gazu Ziemnego Inż. Marian Wieleżyński Sp. z o.o. ", яка побудувала першу в Європі газолінову фабрику, запущену у 1914 році. Через два роки об'єднання "Gaz Ziemny Sp. z o.o. "створило нове підприємство "Gazolina Sp.z o.o." з базуванням у Тустановичах, який побудувало другу газолінову фабрику.
В кінці 1916 р. об'єднання "Gaz Ziemny Sp. z o.o." переїхало до Львова і розділила приміщення штаб-квартири з компанією "Метан", якою керував Ігнатій Мошкіцкий.
У 1920 році штаб-квартира „Zakład Gazu Ziemnego Inż. Marian Wieleżyński Sp. z o.o.” і Gazolin Sp. z o.o. Spółka Akcyjna "Gazolina" розташовувалась у Львові за адресою Леона Сапєхи 3 (теперішня вулиця Степана Бандери). Юзеф Томіцький став першим президентом наглядової ради, Ігнацій Мошкіцкий став віцепрезидент, а Владислав Шайнок, Мар'ян Вележинський та Габріель Міхал Сокольницький були членами виконавчого комітету. Іншими членами Ради були Роман Янушкевич, Міхал Крошинський, Фелічан Дембовський, Ян Васунг, Конрад Вілежинський, Віт Сулімірський та Владислав Мацке. У перший рік роботи Gazolina Spółka Akcyjna видобула 1520 т нафти, 3524000 м³ природного газу та переробила 593 т гасу. Створюючи статут Gazoline, Маріан Вележинський реалізував свої юнацькі ідеї та був творцем першої акціонерної спілки працівників.
У 1921 році була куплена земля в Дашаві, і в тому ж році Владислав Шайнок заснував компанію з участю уряду і дав їй назву "Міжнародні газопроводи" („Międzynarodowe Gazociągi”). Також у 1921 році був пробурений перший шиб "Piłsudczyk I", в якому було знайдено газ, який був доставляли до Стрия газопроводом, побудованим "Міжміськими газопроводами" („Międzymiastowe Gazociągi”.). У квітні 1924 року пробурено шиб з тиском 60 атмосфер, збудовано газопровід до Дрогобича для потреб транспортування газу, що видобувається в ньому.
Коли в 1926 році Ігнатія Мошкіцького було обрано президентом Польщі, компанія «Метан» переїхала до Варшави і була перетворена на Хімічний науково-дослідний інститут.
З 1928 р. відбулася перша в світі обробка т. зв "дикого газу" у  зріджений нафтовий газ, одержувачами його були Бельгія, Сирія та Палестина.
У 1929 році був побудований газопровід із Дашави до Львова. Будівництво відбувалось дуже швидкими темпами, щоб доставити газ з 82-кілометрової установки, яка  постачала газ для спеціальної інсталяції, що прикрасила 9-у Східну Виставку Крайову. Після їх завершення була спроба заволодіти компанією австрійсько-американським капіталом, але завдяки рішенню трьох найбільших акціонерів цього не сталося. Через рік було створено Центральний завод гасу, який замінив шість менших газопереробних заводів. Після вступу Червоної армії у Львів компанія припинила свою діяльність, потім була націоналізована та змінила назву на «УКР-газ».
Львівгаз є продовжувачем цієї компанії.
До 1944 р. Офіс Газоліна у Варшаві діяв як прикриття для підпільної діяльності; ним керував Броніслав Войцеховський, з 1927 року один з директорів компанії.

## Акціонерне товариство працівників
Створення акціонерного товариства «Газолін» вимагало створення статуту, який, відповідно до ідеї Маріана Вілежінського, встановлював принципи пайової власності працівників на компанію. Перша версія була затверджена наглядовою радою наприкінці 1920 р., а загальними зборами акціонерів 22 лютого 1922 р.. "Угода з постійними працівниками" - так називався договір, оскільки він запроваджував поділ працівників на постійних і тимчасових, працювали тимчасові працівники, а постійні працівники брали участь у пайовій долі, і отже, були співвласниками компанії.
Обов’язок постійних працівників включав придбання акцій протягом року за еквівалент однієї місячної зарплати. Це компенсувалося т.зв. системою тринадцяти зарплат та компенсацій, т. зв. ренумерації (девіденди).
Акції були зареєстровані та не підлягали передачі протягом усього періоду зайнятості та зберігалися на депозиті, що утримувався Синдикатом працівників Акціонерного товариства «Газоліна», який діяв на профспілковій основі. Окрім обов’язкових акцій, працівники могли придбати будь-яку кількість додаткових іменних акцій. Можна було придбати товарні акції на фондовій біржі, але, оскільки вони дали високий дивіденд, вони були значно дорожчими за номінальну вартість і мали лише один голос на Загальних зборах, для порівняння — іменні акції були привілейованими акціями з п’ятикратною виборчою силою. Оскільки зареєстровані акції були депоновані та їхня голосова сила була заблокована, їхні власники щороку обирали свого представника для представлення їх на Загальних зборах.
Працівники, які закінчують роботу в Газоліні, отримували виплату, яка для постійних працівників дорівнювала мінімальному обов'язковому власному внеску в депозит, тобто вдвічі більше вкладеної суми. Постійно кваліфікований працівник отримував право на виплату вихідної допомоги після п’яти років роботи, а постійний працівник, який не був кваліфікований- після десяти років.

## Папа Пій XI і Маріан Вележинський
Папа Пій XI, написавши свою знамениту енцикліку «Quadragesimo anno», запропонував Маріану Вележиньському як консультанту по спілках працівників, щоб представити йому припущення щодо рішень, які він запровадив у сфері пайової участі працівників. Він використовував отриману інформацію в створеній ним роботі.